# Boże Narodzenie (obraz Roberta Campina)
Boże Narodzenie (niderl. De geboorte van Christus) – obraz namalowany przez Roberta Campina, znanego także jako Mistrz z Flémalle, jednego z pierwszych przedstawicieli nurtu realistycznego w sztuce późnego gotyku w Niderlandach. Jest to jeden z ważniejszych przykładów malarstwa tablicowego, przedstawiający wątek Bożego Narodzenia, łączący gotycką tradycję ikonograficzną z nowatorskim sposobem opracowania przestrzeni. Dzieło to znajduje się w Musée des Beaux-Arts w Dijon (Burgundia, Francja).

## Opis
Obraz przedstawia scenę Bożego Narodzenia, która rozgrywa się w podniszczonej stajence na pierwszym planie. Maria została ukazana w pozie klęczącej jako młoda niewiasta, odziana w białą suknię i biały płaszcz z haftowaną złotą bordiurą. Szaty w dolnej części leżą na ziemi, ich fałdy przybierają dynamiczne, geometryczne układy. Matka Boska wykonuje gest adoracji Dzieciątka, które leży nagie bezpośrednio na ziemi. Otacza je promienista gloria. Obok Jezusa przyklękuje Święty Józef ubrany w szkarłatny płaszcz o brązowej podszewce; szyję ma owiniętą ciemnoniebieską wstęgą. Jego sędziwy wiek podkreślają liczne zmarszczki oraz siwe włosy i broda. W ręce trzyma świecę, drugą zaś chroni jej płomień przed wiatrem. Świętej Rodzinie towarzyszy stojąca przed drzwiami do szopy grupa trzech pasterzy, z których dwójka muzykuje. Po prawej stronie przyklękują dwie kobiety – akuszerki, które na głowach mają welony. Ich imiona – Zebel i Salome – widoczne są na banderolach. Kobiety są bogato ubrane, co było charakterystyczne dla ówczesnych dam dworu. Atmosferę adoracji pogłębia obecność aniołów: trzech unosi się przy dachu stajenki, jeden z nich kieruje wzrok ku akuszerkom. Trzymają banderolę z pisaną po łacinie sentencją Chwała Bogu na ziemi i w niebiosach.
Kompozycja obrazu jest wieloplanowa. Pierwszy plan tworzy tytułowa scena, na dalszych planach został ukazany rozległy górzysty krajobraz z doliną i ubitą piaszczystą drogą, wiodącą meandrami ku głębi, gdzie znajduje się wioska nad jeziorem. Po wodzie płynie żaglowiec. W oddali widać otoczone murami obronnymi miasto z górującym nad nim kościołem oraz położonym na wysokim wzniesieniu warownym zamkiem. Po lewej zza gór widać zachodzące słońce.

## Ikonografia
Namalowany techniką olejną na desce obraz jest świadectwem potwierdzającym znajomość artysty rozmaitych dzieł literackich. Główny temat nawiązuje do tradycyjnej biblijnej ikonografii Bożego Narodzenia, wzbogaconej wątkami ze Złotej legendy Jakuba de Voragine oraz Objawień świętej Brygidy Szwedzkiej. Według Złotej Legendy Józef miał sprowadzić do Betlejem dwie akuszerki w trosce o szczęśliwe narodziny Zbawiciela. Według wizji Świętej Brygidy Józef miał szukać świecy, by oświetlić pogrążoną w otchłani szopę, jednakże wcześniej ukazała się wokół Chrystusa świetlna gloria. Maria według św. Brygidy była pozbawiona bólu przy porodzie, co ukazało boski wymiar matki Zbawiciela. Boskość podkreśla również klęcząca poza i białe szaty.
Nowością w przedstawieniu Bożego Narodzenia, którą wprowadził Campin, jest wpisanie wątku w rozległą, realistycznie ukazaną scenerię krajobrazową, która stała się jednym z głównych cech późnogotyckiego malarstwa niderlandzkiego. Motyw ten, mający genezę we francuskim malarstwie miniaturowym przełomu XIV i XV stulecia (m.in. Mistrz de Boucicaut, Jacquet de Hesdin), w dziele Campina został rozwinięty na większą skalę. Artysta dokonuje tu wnikliwej analizy szczegółów, zarówno elementów natury (liczne przydrożne drzewa), jak i zabudowy wsi i miasta. Tym samym obraz jest przykładem ikonografii średniowiecznego miasta i zamku, z górnym zamkiem z charakterystycznym donżonem, i wieżami bramnymi górującymi nad przedzamczem.